# خواجه پطروس ووسکان
خواجه پطروس ووسکان (ارمنی: Պետրոս Ոսկան Վելիջանյան؛ انگلیسی: Coja Petrus Uscan; ۱۶۸۰ – ۱۵ ژانویهٔ ۱۷۵۱) بازرگان، و کارآفرین ارمنی‌تبار که ریاست جامعه ارامنه مدرس را برعهده داشت.

## زندگی‌نامه
وی در ۱۶۸۰ در نو جلفا به دنیا آمد . وی در ۱۵ ژانویهٔ ۱۷۵۱ در سن ۷۱ سالگی درگذشت و در نمازخانه بانوی ما معجزه به خاک سپرده شد.